# Sega Soccer Slam
Sega Soccer Slam, también conocido simplemente como Soccer Slam, es un videojuego de deportes de 2002 desarrollado por Black Box Games y publicado por Sega para GameCube, Xbox y PlayStation 2.

## Jugabilidad
Sega Soccer Slam se diferencia de los juegos deportivos tradicionales en su interpretación exagerada del fútbol de asociación. Permite que los personajes se golpeen entre sí y elimina varias otras reglas, como saque de banda, tiro de esquina, tiros libres y penales. Sega Soccer Slam incluye un modo de exhibición, un modo de desafío, un modo de práctica, un modo de torneo y un modo de misión. También incluye dos minijuegos: Hot Potato y Brawl.
El modo de práctica es una instrucción paso a paso sobre cómo jugar, enseñándole al jugador maniobras que incluyen robos, pases, tiros, dekes, voleas, así como movimientos más complicados como el tiro destacado y la patada asesina (un increíblemente poderoso disparo al que se puede acceder cuando la carga inferior en la parte inferior de la pantalla alcanza su máximo mediante movimientos básicos). El modo de práctica es esencial para que tanto los maestros como los recién llegados se preparen para las partes de exhibición, torneo, desafío y misión del juego.
El modo de exhibición es similar al de la mayoría de los demás juegos deportivos. En él, los jugadores pueden elegir su oponente y equipo, así como el estadio en el que jugar. También pueden jugar dos minijuegos con hasta cuatro jugadores: Brawl, que es donde cuatro de los personajes luchan entre sí, y Hot Potato, un juego en el que pasar suma puntos, pero cuando la pelota explota, cualquiera que esté en la explosión perderá puntos. El modo Torneo es donde el jugador puede jugar en un torneo que dura 5 días y cada equipo juega entre sí al menos una vez durante la competencia. El modo Desafío es cuando el jugador crea un equipo personalizado y compite en una serie de partidos para desbloquear nueve personajes secretos, pero cada personaje solo puede desbloquear dos personajes secretos.
Además de las opciones de juego mencionadas anteriormente, "Sega Soccer Slam" también tiene un modo de misión. En el modo misión, el jugador elige uno de los seis equipos iniciales y luego compite en una serie de diez juegos. Al ganar estos juegos, el jugador puede acumular dinero que puede usarse para comprar arte de personajes y elementos potenciadores. El personaje usa cada elemento para mejorar sus atributos.

## Equipos
- Team Toxic: De color principalmente verde. El equipo está formado por Raine, un Canadiense ecoterrorista; Duke, un corpulento jugador de fútbol americano; y Nova, un joven nativo americano que quiere ganar el campeonato para poder ayudar a hacer posible el fútbol en una estación espacial. Los personajes provienen de Norteamérica y son los mejores en pases. El Reactor Core ubicado en Las Vegas es su campo de origen.
- Team Volta: Mayormente vestido de amarillo. Este equipo de Europa está formado por Angus, un boxeador Escocés que también toca la gaita; Dante, un playboy Italiano; y Arsenault (una parodia de Arsène Wenger pero conocido como "el abuelo de Thierry Henry"), un sarcástico francés. El equipo es el mejor en velocidad y su hogar son las Ruinas de la Riviera en Grecia.
- Team Subzero: Un equipo del norte de Europa, vestido de blanco y azul hielo, con miembros Half-Pint, un inglés soccer hooligan que quiere causar tanto caos en el campo; Lola, una raver alemana; y Kiril, un soldado de Rusian. El campo local del equipo es Alpen Castle ubicado en Londres, y el equipo es el mejor golpeando a sus oponentes.
- Team Spirit: Sus camisetas y pintura corporal son moradas. Los miembros principales del equipo incluyen a Zari, una estrella del fútbol de Nigeria; Kaimani, un surfista relajado de Sudáfrica; y Djimon, un misterioso chamán procedente de Kenia. El equipo tiene su base en África y es mejor en combos de tiro alto. Su campo de origen es el Tribal Oasis ubicado en Ciudad del Cabo.
- Team Tsunami: El azul océano decora este equipo. Los miembros principales del equipo son Kahuna, un temerario de Hawái; Rumiko, la genetista japonesa que formó el Team Robo; y Boomer, un luchador cocodrilo con sobrepeso del Australian Outback; los tres provienen de la Borde del Pacífico. El equipo se destaca por su precisión en el tiro, y su campo local es el Atolón del Pacífico ubicado en Tokio.
- Team El Fuego: En rojo fuego, El Fuego está compuesto por mexicano luchador El Diablo,  La estrella del fútbol argentino Rico con un sombrero con forma de balón de fútbol, y la artista capoeira brasileña Madeira. Este equipo con sede en América Latina está bien equilibrado y es muy agresivo. Su campo local es el Jungle Canopy ubicado en Rio de Janeiro.

Hay 3 equipos que se pueden desbloquear en el modo desafío:
- Team Love: Un grupo de tres chicas vestidas de rosa, formado por la marimacho Marla, la remilgada Nadia y la presumida Petra. Se unieron a Sega Soccer Slam en un intento de conocer a su ídolo, Lola. Dante intentó que estuvieran con él (pero finalmente fracasó) y les dio corazones de caramelo. A través de estos corazones, las niñas recibieron el poder "desgarrador" de los guerreros de Cupido. El equipo es más rápido que Volta.
- Team Robo: Tres robots creados por Rumiko: el alborotador Pi con el corazón roto, el vaquero Diode y el superinteligente Mecha. Fueron el resultado de la invención de Rumiko de robots con emociones humanas mejoradas que no llegaron a buen término. Al ver el fracaso, intentó destruir a los robots pero estos ya habían ganado invencibilidad y querían volverse contra ella. Los tres tienen las mismas estadísticas y son mejores disparando que Tsunami.
- Team Ohm: Con camisetas doradas, el equipo está formado por el exlíder rebelde birmano Dakai, el maestro de artes marciales China Damo y la mareada Indian. Jishen, el chef amante del fútbol. Dakai estaba practicando alquimia en secreto en un cobarde intento de crear un elixir de inmortalidad y logró crear poderes sobrehumanos para su equipo, pero no le dijo a Jishen ni a Damo lo que había hecho. El equipo es similar al equipo El Fuego, pero es más agresivo y tiene habilidades de tiro superiores.

## Recepción
Las versiones de GameCube y Xbox recibieron críticas "favorables", mientras que la versión de PS2 recibió críticas "promedio", según el sitio web de agregación de reseñas Metacritic. AllGame le dio al GameCube original tres estrellas de cinco, afirmando: "Trajes extravagantes, acentos ridículos y expresiones tontas se envuelven en un esquema de control intuitivo que ofrece a los jugadores la flexibilidad de realizar una variedad de movimientos, sin hacerlos complicados de realizar". En Japón, donde dicho original fue portado para su lanzamiento el 26 de septiembre de 2002, Famitsu le dio una puntuación de 27 sobre 40.
GameSpot nombró la versión para PlayStation 2 de Sega Soccer Slam como el tercer mejor videojuego de marzo de 2002, y su versión de Xbox el mejor juego de Xbox de septiembre de 2002. Ganó el premio anual de la publicación al "Mejor juego que nadie jugó en GameCube" y fue nominado en "Mejor juego de deportes alternativos en GameCube", "Mejor juego de deportes alternativos en Xbox", "Mejores gráficos (artísticos) en Xbox" y " Categorías "Mejor juego que nadie jugó en Xbox".
Sega Soccer Slam también fue criticado por varias fuentes por sus representaciones de personajes, vistos por algunos como altamente estereotipados y racistas.